# دوردرخت
شهر دوردرخت (به هلندی: Dordrecht) در هلند جنوبی در کشور هلند واقع شده‌است. جمعیت این شهر ۱۱۸٫۲۵۰ نفر  است.

## نگارخانه

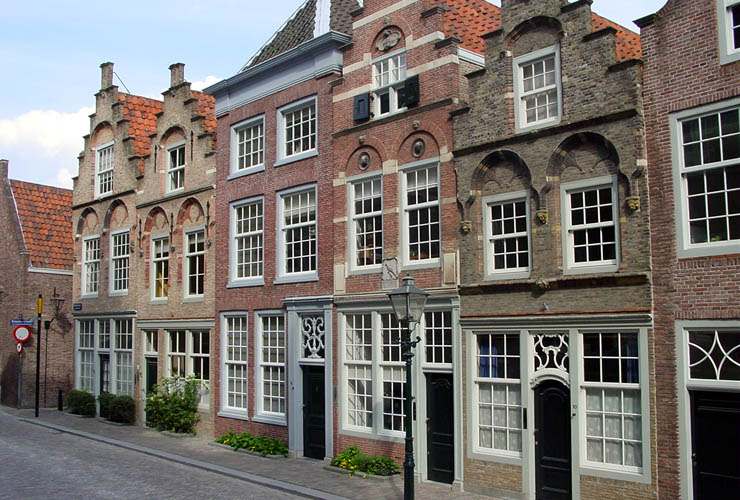
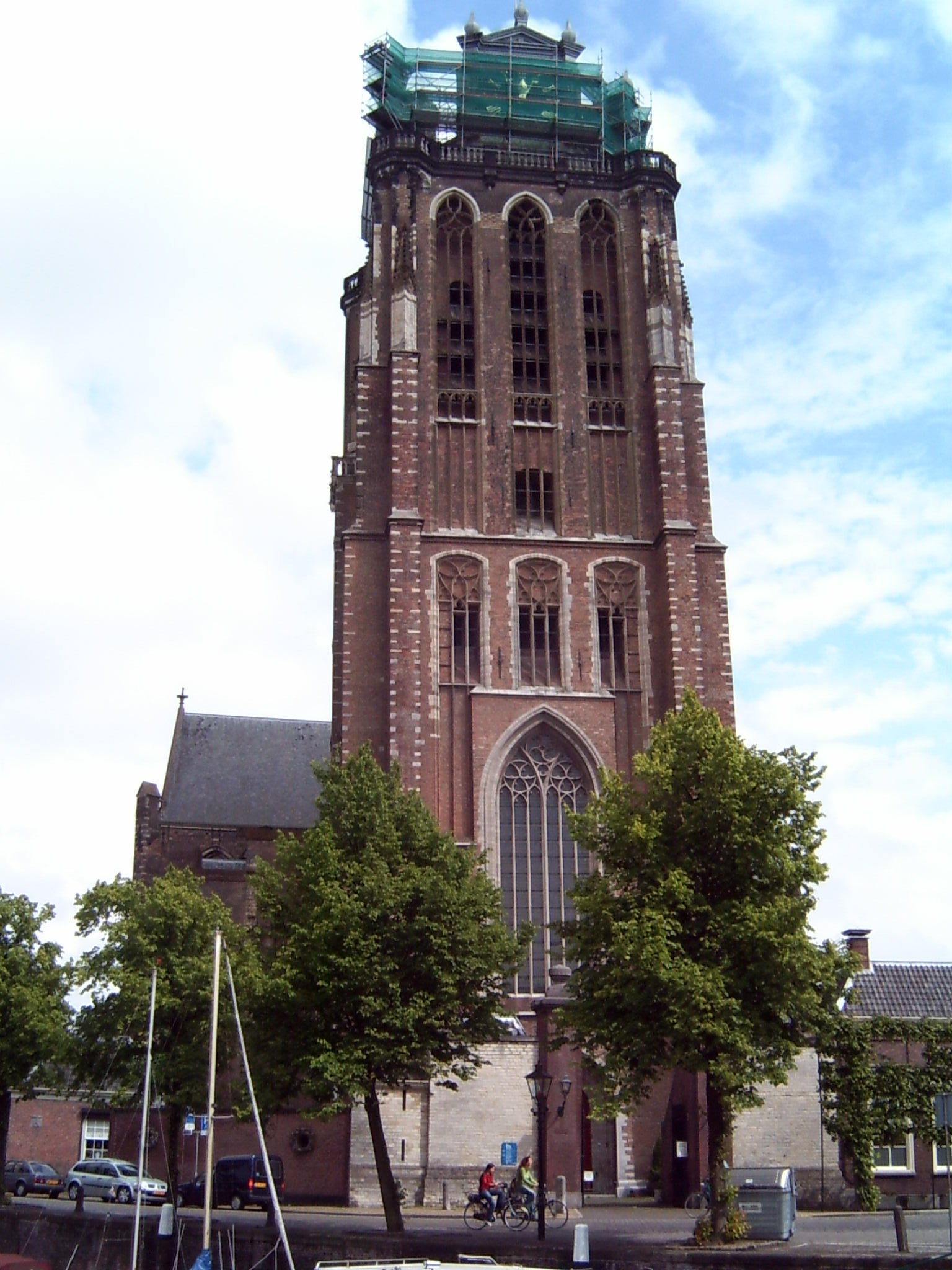
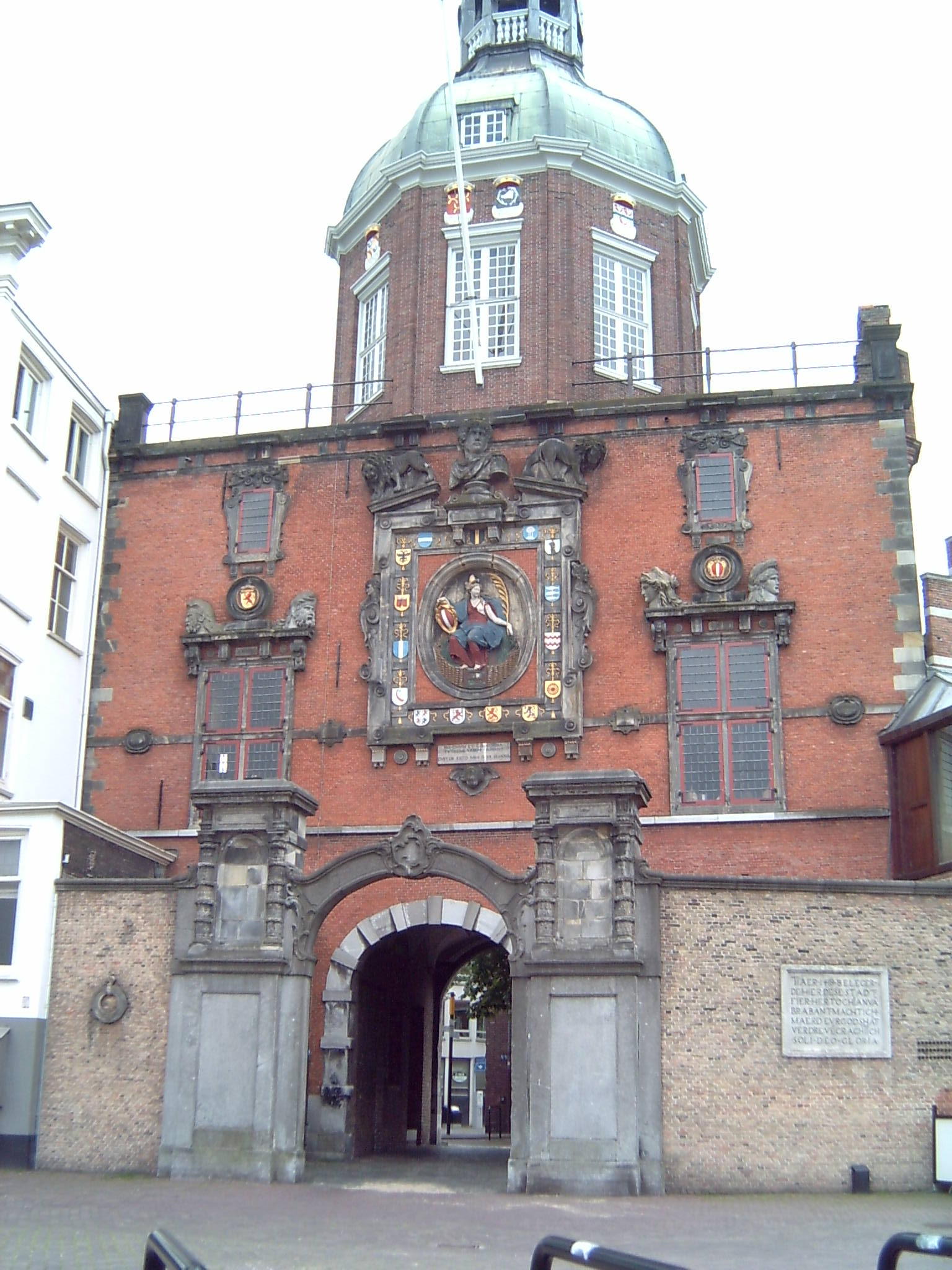
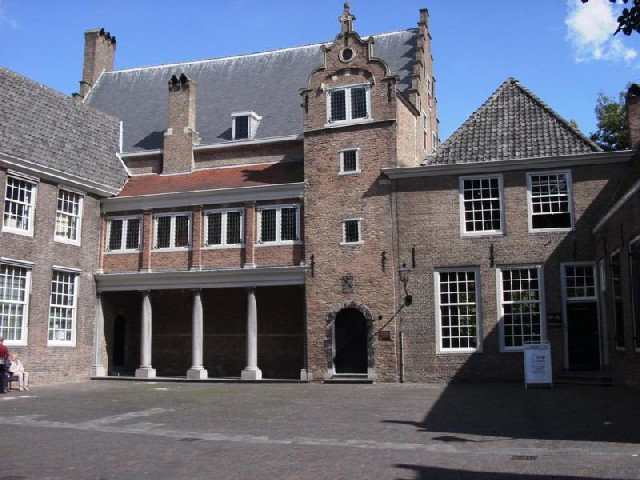
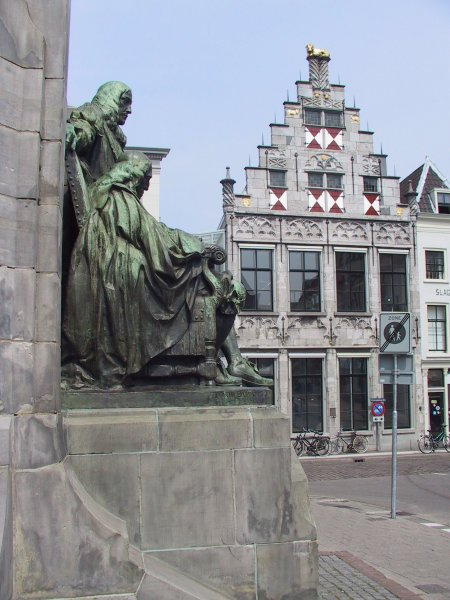
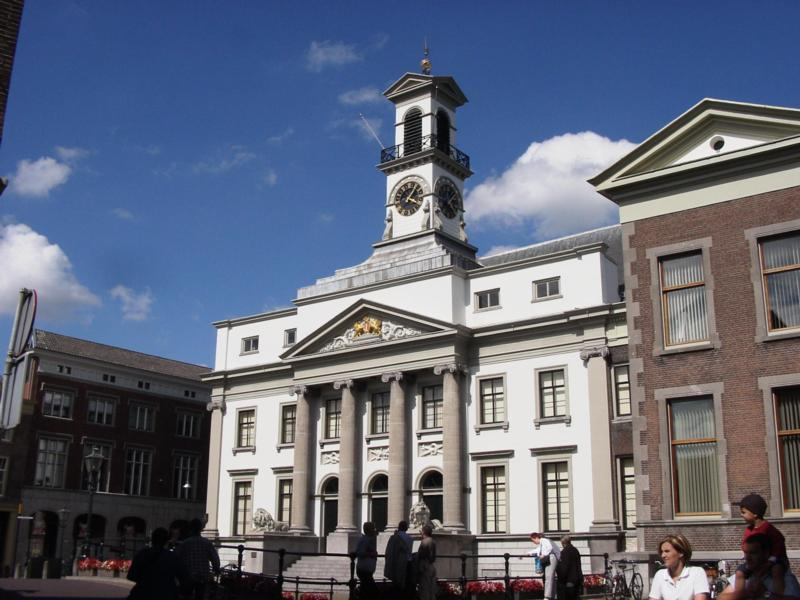
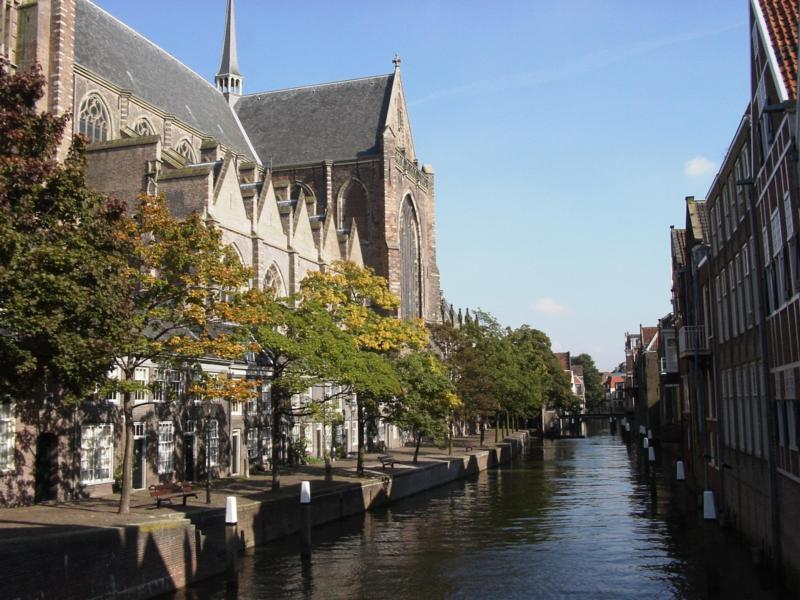
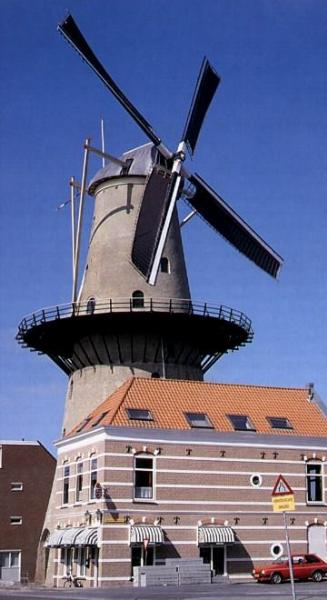
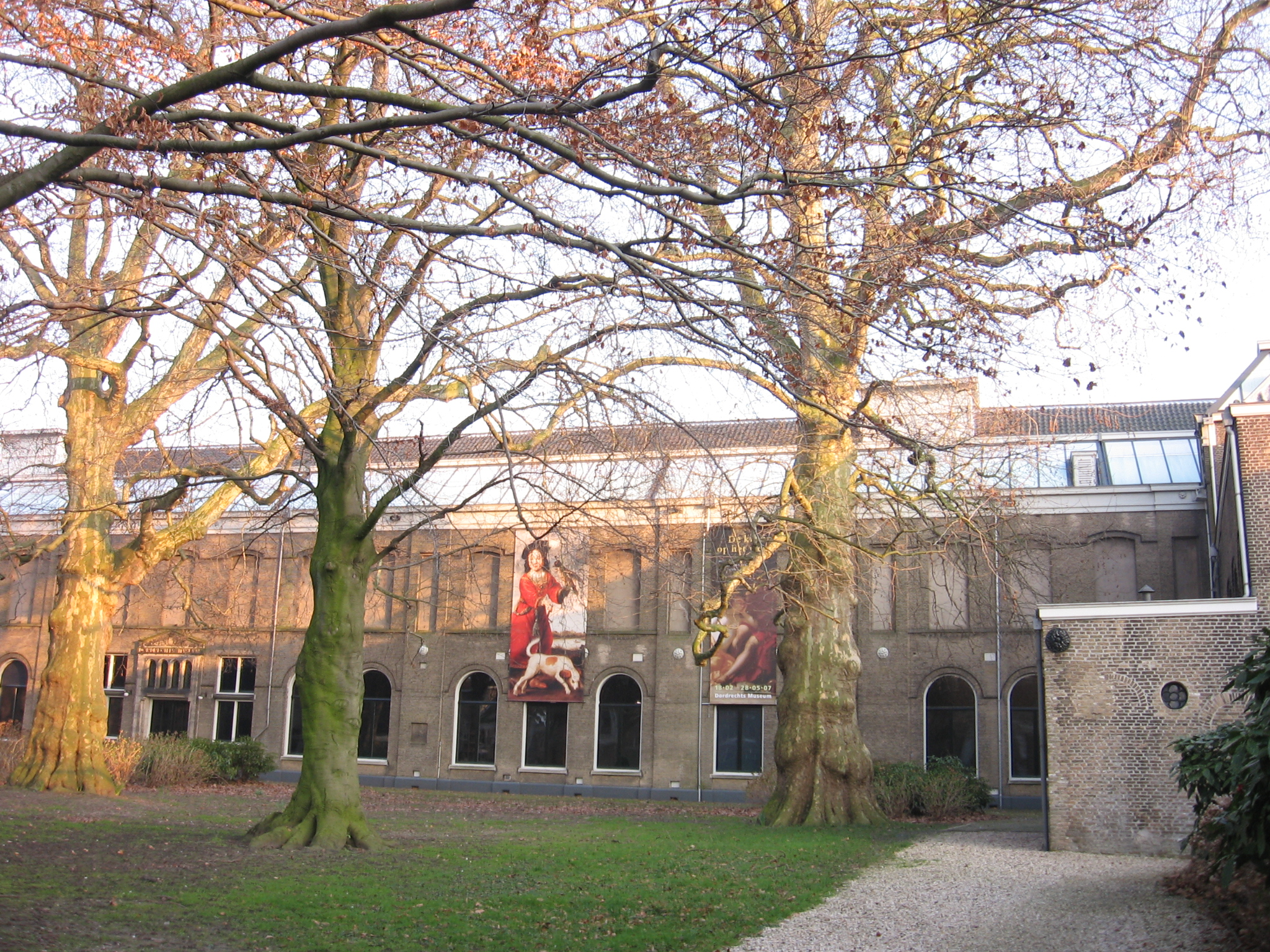
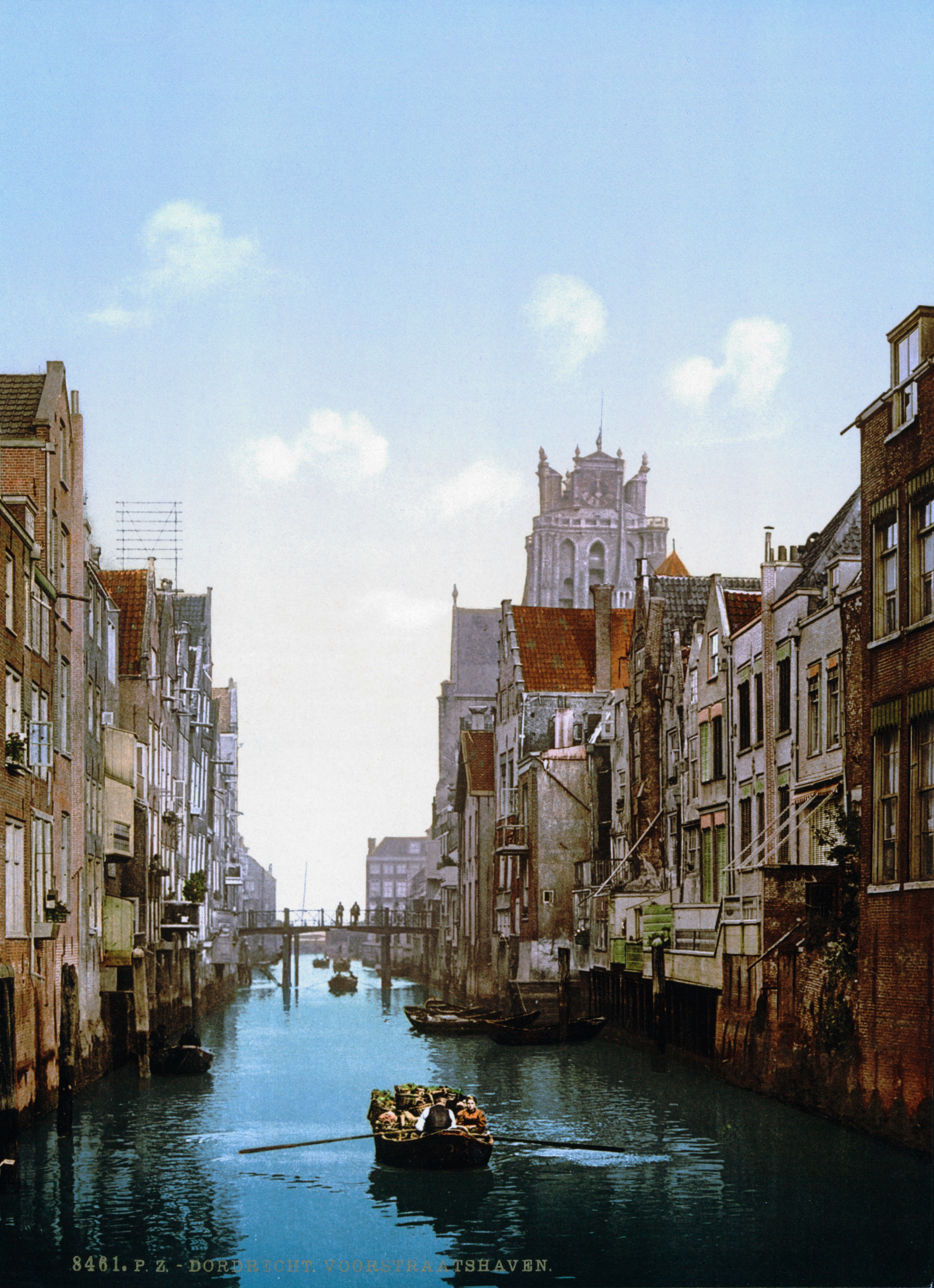
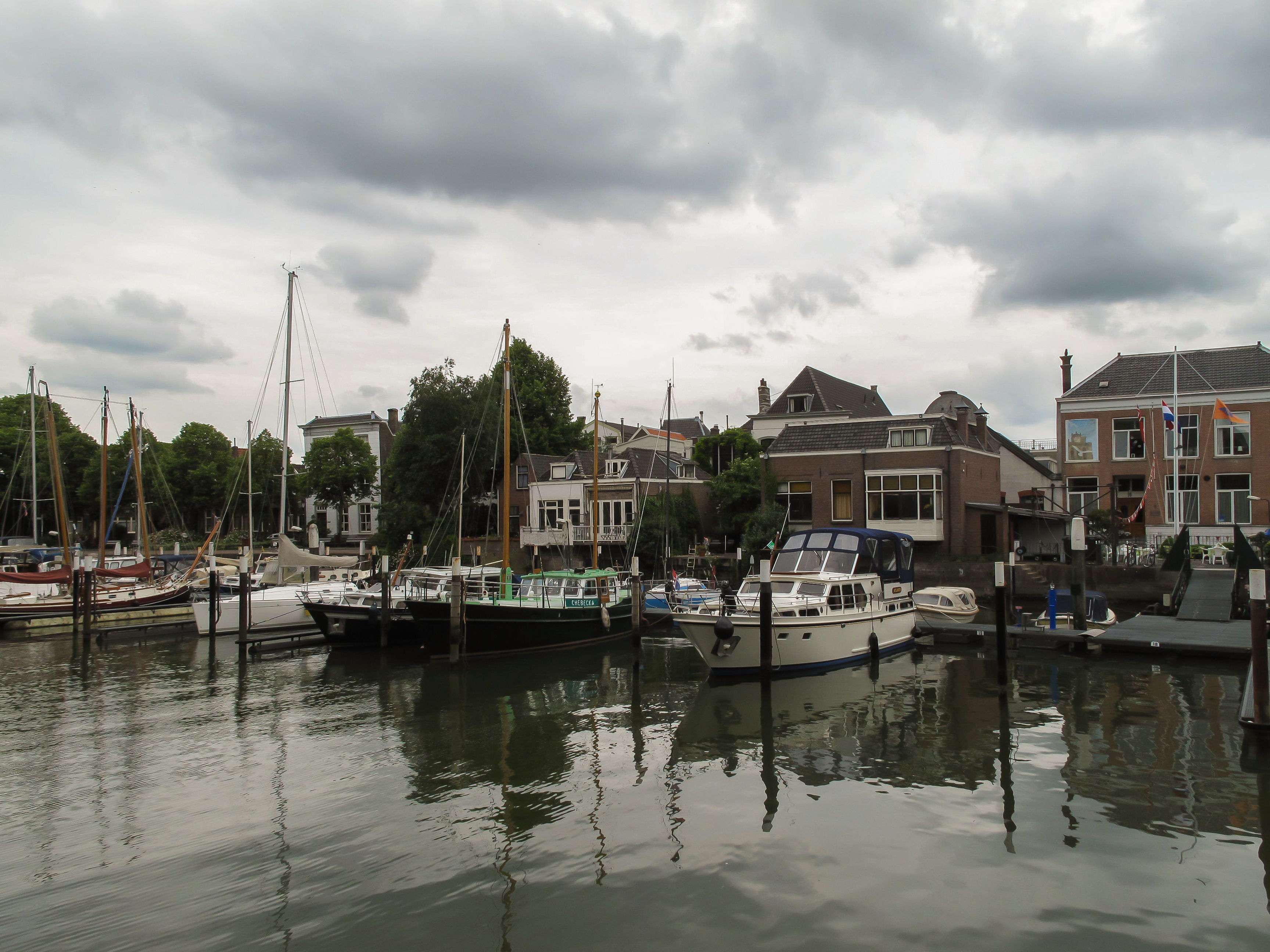
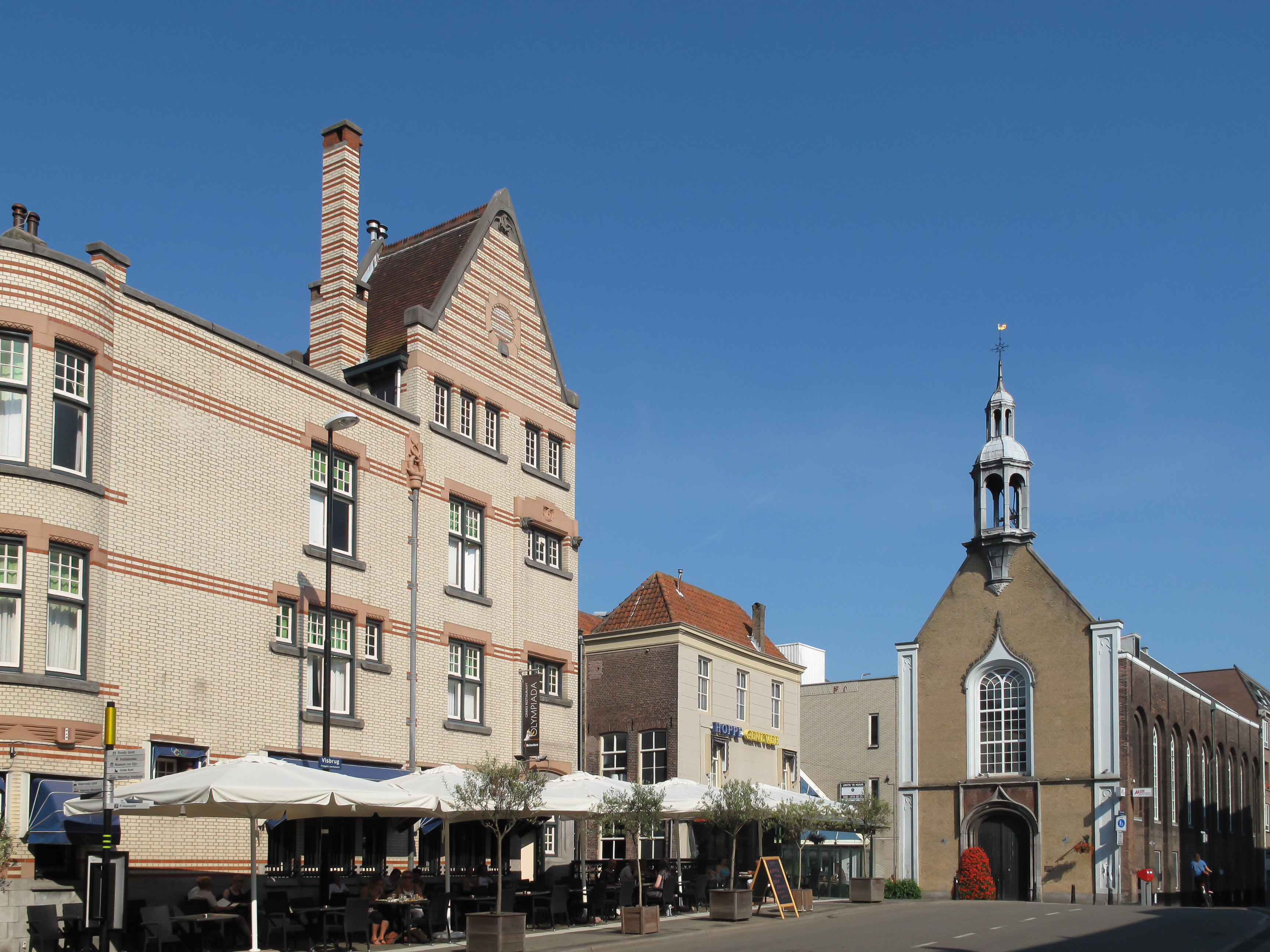
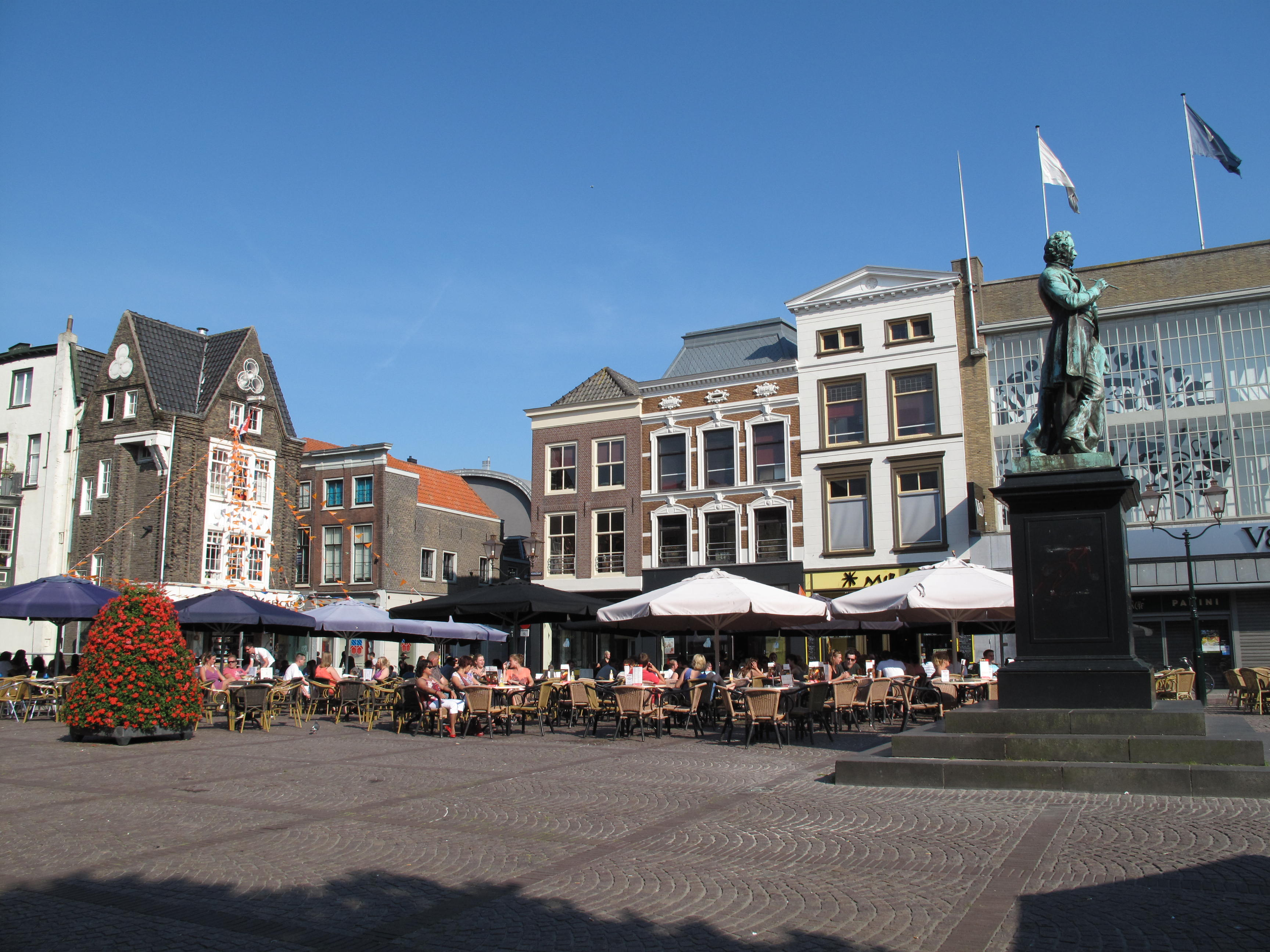